# Феудо де Сета (Катанцаро)
Феудо де Сета је насеље у Италији у округу Катанцаро, региону Калабрија.
Према процени из 2011. у насељу је живело 221 становника. Насеље се налази на надморској висини од 27 м.